# Zygaenosia
Zygaenosia är ett släkte av fjärilar. Zygaenosia ingår i familjen björnspinnare.

## Dottertaxa tillZygaenosia, i alfabetisk ordning[1]
- Zygaenosia abdominalis
- Zygaenosia affinis
- Zygaenosia assimilis
- Zygaenosia basalis
- Zygaenosia cingulata
- Zygaenosia eximia
- Zygaenosia flavibasis
- Zygaenosia flaviceps
- Zygaenosia flaviventris
- Zygaenosia flavoplagiata
- Zygaenosia fuliginosa
- Zygaenosia fumigata
- Zygaenosia fumosa
- Zygaenosia fuscimarginalis
- Zygaenosia immaculata
- Zygaenosia inferna
- Zygaenosia isabella
- Zygaenosia klossi
- Zygaenosia lata
- Zygaenosia medioplaga
- Zygaenosia meeki
- Zygaenosia milnensis
- Zygaenosia nigrescens
- Zygaenosia papua
- Zygaenosia restricta
- Zygaenosia rubiana
- Zygaenosia salomonis
- Zygaenosia subhyalinifascia
- Zygaenosia suffusa
- Zygaenosia tetragona